# فيستا (اقتصاد)

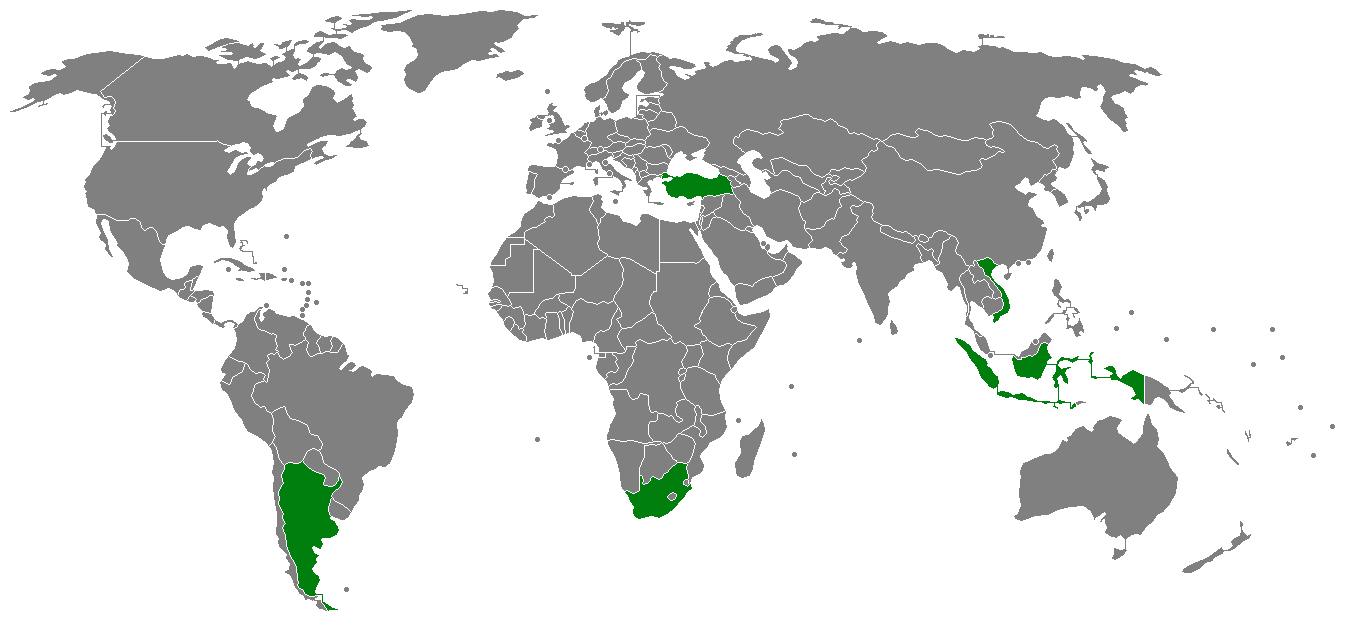

مجموعة دول فيستا VISTAهي اختصار لحروف دول فيتنام، إندونيسيا، جنوب أفريقيا، تركيا، الأرجنتين. يستخدم لمناقشة القضايا الاقتصادية لهذة الدول. تم استخدام هذا الاختصار عام 2006 في اليابات في معهد بريكس للابحاث الاقتصادية في اليابان.

## الاعضاء
- Argentina الأرجنتين
- Indonesia اندونيسيا
- South Africa جنوب افريقيا
- Turkey تركيا
- Vietnam فيتنام

## روابط خارجية
- VISTA overtaking BRICs for trust investments نسخة محفوظة 28 أبريل 2017 على موقع واي باك مشين., 14 May 2007, J-Cast Business News, retrieved 2008-04-22
- EMERGING FX VIEW-Investors may trade off BRIC for VISTA, 13 July 2007, retrieved 2008-04-22
- BRICs and VISTA – The hidden potential of emerging nations, NTT Communications Japan